# Национально-демократический конгресс (Гренада)
Национально-демократический конгресс (англ. National Democratic Congress) — гренадская левоцентристская политическая партия. Находилась у власти в 1990—1995 и в 2008-2013 годах. Является элементом гренадской «двухпартийности», наряду с Новой национальной партией. Выступает с либерально-центристских позиций (согласно собственному сайту, с социал-демократических).

## Создание
В 1983 году американская интервенция свергла марксистский режим Нового движения ДЖУЭЛ. Чтобы предотвратить возвращение к власти Эрика Гейри, была создана правоцентристская Новая национальная партия (NNP) во главе с Гербертом Блейзом. NNP одержала победу на выборах 1984.
Премьер-министр Блейз подвергался критике за авторитарные черты своей политики. В 1987 году экономист Джордж Бризан (член правительства Гренады) и юрист Фрэнсис Алексис (генеральный прокурор Гренады) вышли из NNP и учредили партию Национально-демократический конгресс (NDC). Новая партия заняла политическую нишу левоцентристской оппозиции, оттеснив Объединённую лейбористскую партию (GULP), связанную со скомпрометированной традицией гейризма.

## Во власти и в оппозиции
В 1989 году партию возглавил популярный деятель Николас Брэтуэйт. На выборах 1990 NDC занял первое место, собрав 34,5 % и получив 7 парламентских мандатов из 15. Было сформировано правительство Брэтуэйта.
Выборы 1995 снова привели к власти NNP во главе с Китом Митчеллом. NDC оставался в оппозиции на протяжении 13 лет. На выборах 1999 NDC утратил парламентское представительство (восстановлено на выборах 2003). Партию покинул Фрэнсис Алексис, сблизившийся с гейристами из GULP и основавший Народное лейбористское движение.
NDC вернулся к власти по результатам выборов 2008, набрав 51,2% голосов. Правительство возглавил Тиллман Томас. В политике обозначился левый уклон, особенно на риторическом и символическом уровне. В частности, международному аэропорту было присвоено имя Мориса Бишопа.
Выборы 2013 принесли сокрушительное поражение NDC. Партия, получив 40,6% голосов (что, впрочем, было третьим лучшим показателем в её истории), вновь потеряла все места в палате представителей, хотя сохранила три мандата в сенате. Новым лидером NDC стал сенатор Назим Бёрк. Председателем партии избран известный деятель Нового движения ДЖУЭЛ Винсент Робертс, вначале сподвижник Мориса Бишопа, а в 1983 — член Революционного военного совета. Перед выборами 2013 года Робертс обвинил NNP в связях с «русской мафией» и получении финансирования от российских криминальных структур. Эти обвинения не удалось доказать, и в начале 2014 Робертсу пришлось принести публичные извинения Киту Митчеллу.
На парламентских выборах 2018 года партия показала сопоставимый с предыдущими результат — 40,53% голосов и вновь ни одного места в палате представителей. На выборах в июне 2022 года партия набрала 51,8% голосов, получила 9 мест и сформировала правительство во главе с Диконом Митчеллом.

## Политический курс
Руководство NDC, прежде всего Дикон Митчелл, делает политическую ставку на социальное развёртывание партии в структурах гражданского общества. Партия выступает за развитие самоуправления, сокращение полномочий главы правительства и перейдёт к республиканской модели правления.
Национально-демократический конгресс Гренады входит в Прогрессивный альянс. Наиболее тесные связи NDC поддерживает с Демократической лейбористской партией Барбадоса.